# Horní Paseka
Horní Paseka település Csehországban, a Havlíčkův Brod-i járásban. Horní Paseka Kouty, Dolní Město, Kamenná Lhota, Kožlí, Hojanovice, Šetějovice, Snět, Ježov és Kaliště településekkel határos. Lakosainak száma 71 fő (2024. január 1.).

## Népesség
A település lakosságának változását az alábbi diagram mutatja:
| Lakosok száma | 1203 | 1226 | 1089 | 790  | 116  | 71   | 77   | 71   | 71   | 71   |
|               | 1869 | 1890 | 1921 | 1950 | 1980 | 2001 | 2017 | 2019 | 2022 | 2024 |